# Alex Kingston
Alexandra Elizabeth "Alex" Kingston (Epsom, 11 de marzo de 1963) es una actriz inglesa, conocida principalmente por su trabajo como la Dra. Elizabeth Corday en la serie de televisión ER ("Urgencias" en España), así como por su papel de River Song en la serie Doctor Who.

## Juventud
Kingston nació y creció en Epsom, Surrey. Es la mayor de tres hijas, su padre era inglés y su madre alemana. El hermano menor de su madre es el actor Walter Renneisen. Fue en la escuela cuando descubrió su interés por la actuación, asistiendo a la Rosebery School for Girls. Posteriormente realizó un programa de dos años en la Royal Academy of Dramatic Arts y se unió a la prestigiosa Royal Shakespeare Company.

## Trayectoria
Alex Kingston ha aparecido en numerosas producciones británicas para televisión, incluyendo Doctor Who, Grange Hill, Crocodile Shoes, Moll Flanders, The Knock y un papel como invitada en The Bill. 
En 1997 Kingston saltó a la fama en Estados Unidos como protagonista en la serie de televisión ER, desde el comienzo de la cuarta temporada. Su personaje, Elizabeth Corday es una cirujana británica que emigró de Inglaterra a Estados Unidos. Alex Kingston realizó su papel durante siete temporadas, terminando en 2004, con el cuarto capítulo de la undécima temporada. En 2009, Kingston reapareció en dos episodios, en la temporada final de la serie. 
A partir de entonces ha colaborado en numerosas series. En noviembre de 2005, apareció en Sin rastro (capítulo 6 de la temporada 4). En 2008 apareció como artista invitada en la serie de ciencia ficción Doctor Who, en una historia de dos capítulos -"Silence in the Library" y "Forest of the Dead" en el papel de la profesora River Song. En octubre de 2008, realizó el papel de una psiquiatra en CSI: Crime Scene Investigation en el episodio Art Imitates Life. En febrero de 2009, apareció en dos episodios de Law & Order: Special Victims Unit, como abogado defensor. 
En 2006 Kingston reveló que había sido desestimada para el papel de Lynette Scavo en la serie Mujeres Desesperadas.
En cine ha participado en The Cook, the Thief, His Wife & Her Lover (1989), A Pin for the Butterfly (1994), Croupier (1998), Boudica (2003) y Sweet Land (2005). 
En 2006 actuó junto a Christian Slater en el West End londinense, realizando una versión de One Flew Over the Cuckoo's Nest, en el papel de la enfermera Ratched.
En 2008 fue Mrs. Bennett en la serie Lost in Austen.
En 2009 realiza un papel principal en la serie Hope Springs y desde septiembre de 2009, Kingston tiene un papel secundario en la serie Flashforward, como la inspectora Fiona Brooks.
Desde 2008 tiene un papel recurrente en la serie Doctor Who como River Song, aunque se encuentran en líneas temporales desordenadas. El primer encuentro, según el punto de vista del Doctor, es el último desde el punto de vista de River, y así sucesivamente.
En 2011 apareció en la película estadounidense Like Crazy (Como loco) en el papel de Jackie, madre de Anna (Felicity Jones), junto a Anton Yelchin y Jennifer Lawrence. 
En enero de 2013 ha sido contratada para participar en la serie Arrow (basada en el personaje de cómic Flecha Verde), en la cual también participa el actor de Doctor Who John Barrowman.
En 2014, apareció en la serie policíaca 'Chasing Shadows.[cita requerida]
En 2019, tuvo un papel como actriz secundaria junto a Kate Beckinsale en la miniserie de Amazon Prime The Widow.

## Vida personal
Alex Kingston y el actor Ralph Fiennes se conocieron cuando eran estudiantes en la Royal Academy of Dramatic Art y mantuvieron un noviazgo de diez años, antes de casarse en 1993. Se divorciaron en 1997. 
Kingston se casó posteriormente con el escritor y periodista alemán Florian Haertel en 1998. Se conocieron en una cita a ciegas organizada por sus amigos. Tienen una hija juntos, Salome Violetta, nacida el 28 de marzo de 2001. Se divorciaron en 2010, y Kingston continuó residiendo en Estados Unidos.
La actriz se casó con el productor de televisión Jonathan Stamp en una ceremonia en Roma el 18 de julio de 2015.